# St. Helena Village
St. Helena Village es una villa de Trinidad y Tobago, que forma parte de la región de Tunapuna-Piarco.

## Geografía
La villa abarca parte de la isla Trinidad y limita al norte con Oropuna Village-Piarco y Centeno, al sur con Cunupia, Madras Settlement y Nancoo Village (las tres localidades pertenecientes a la región de Couva-Tabaquite-Talparo), al este con Nancoo Village y al oeste con Kelly Village.

## Demografía
Datos demográficos de la villa de St. Helena Village:
| Gráfica de evolución demográfica de St. Helena Village entre 2000 y 2011 |
|                                                                          |